# 95개조 반박문

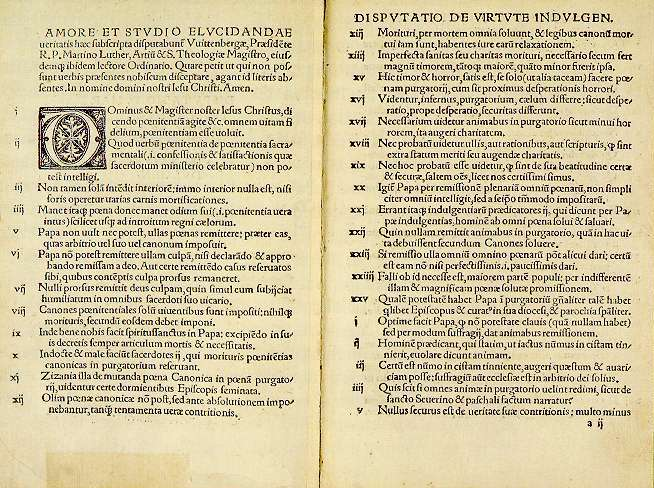
95개조 반박문

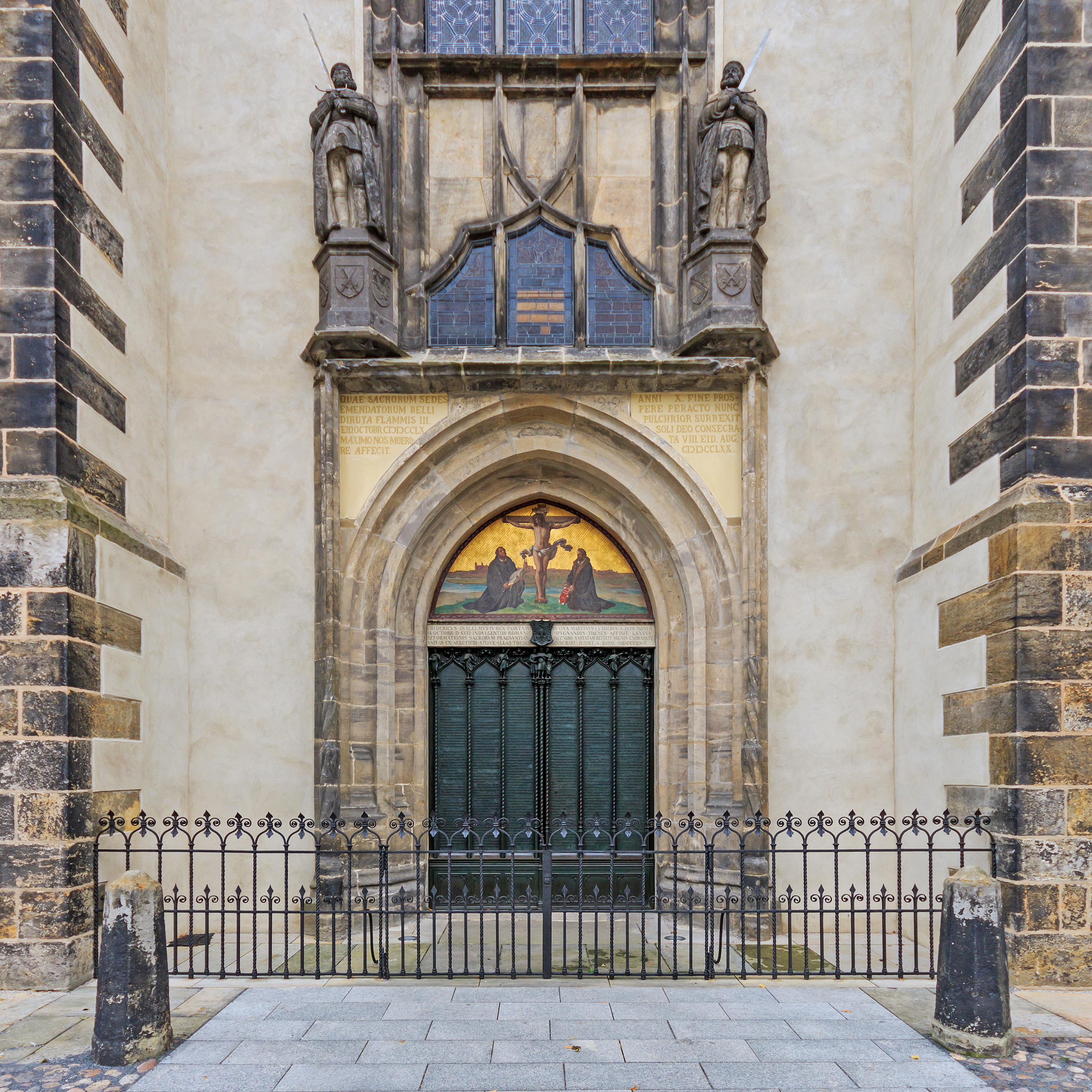
95개 반박문이 게시된 슐로스키르헤 문

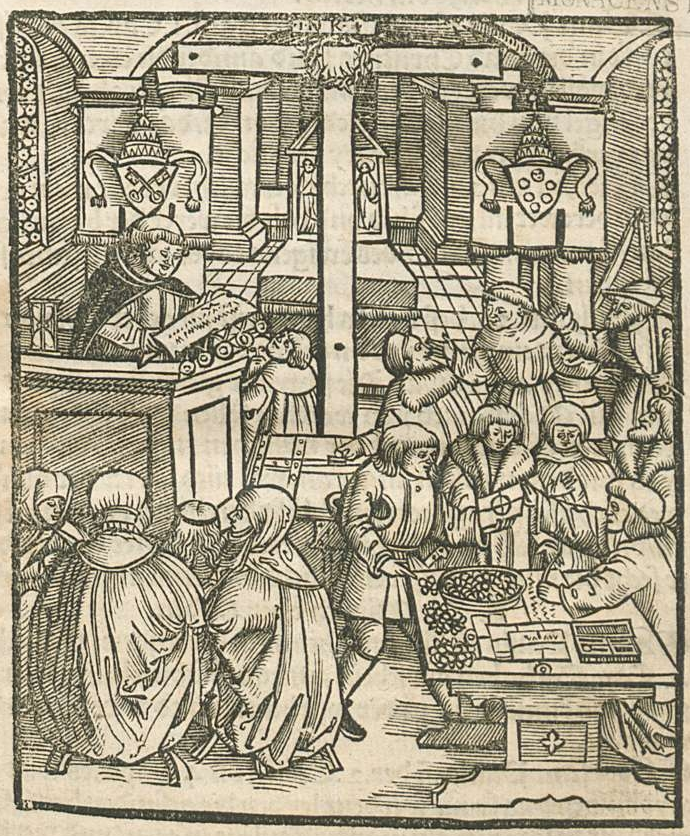
교회 안에서 면죄부를 파는 모습 (1521년)

95개조 반박문(95 Thesen)은 마르틴 루터가 비텐베르크 대학교 교회의 정문에 내붙인 95개조로 구성된 교황에 대한 반박문을 말한다. 성 베드로 대성당의 신축 비용 등을 확보하기 위해 로마 가톨릭 교황이 면벌부 발행을 남발하자 당시 작센 선제후국 비텐베르크 대학의 도덕신학 교수 마르틴 루터가 이에 항의하여 붙인 것이다. 종교개혁의 신호탄이자 개신교의 시발점으로 여겨진다. 
루터는 여기서 성직자의 대사와 면죄부를 판매하는 행위를 지적했다. 루터는 죄가 용서받기 위해 그리스도가 요구하는 회개는 단순히 외적인 죄의 고백이 아니라, 영적인 회개를 수반해야 한다고 주장했다. 그는 가톨릭 사제가 집행하는 대사와 면죄부가 진정한 영적 회개의 중요성을 무시하는 것이라고 보았다. 루터는 면죄부로 인해 신자들이 긍휼과 자선 등의 행동을 하는 대신 면죄부를 구입하는 것이 더 영적인 가치가 있다고 믿는다고 말했다. 루터는 면죄부에 대한 자신의 입장이 교황 레오 10세의 입장과 일치한다고 말하나, 본문에서는 14세기 교황 칙서를 논박하고 있다. 해당 칙서에서는 과거 성인들의 선행이 죄책을 면제해줄 수 있다는 내용이 실려있다. 루터는 본문에서 토론에서 논의되어야 할 명제들을 중심으로 틀을 잡았지만, 나중에 면죄부의 가치 대해 여러 논쟁을 거치며 자신의 견해를 명확히 했다.

## 배경
면죄부는 11세기 말부터 판매되기 시작했고 르네상스 시대에 극에 달했다. 교황 레오 10세는 베드로 대성당을 짓기 위해 1506년 일괄 면죄부의 대량 세일에 나섰다 1500년대 초 마인츠 대주교 알브레히트는 그의 초입세를 납부하기 위해 면죄부 판매에 열을 올렸다. 알브레히트의 면죄부 판매원인 도미니크회의 수도사 테첼을 시켜서 면죄부를 팔게했다. 테첼은 "단순히 면죄부를 산 사람만의 죄가 아니라 그의 부모 친지의 영혼조차 면죄부를 산 돈이 금고에 떨어져 짤랑거리는 소리와 함께 연옥으로부터 튀어나온다"는 식의 과대선전을 하면서 면죄부 판매에 열을 올렸다. 테첼과 같은 면죄부 판매원들은 "면죄부를 사는 순간 그만한 교회의 영적인 은혜를 얻기 때문에 자기 죄를 회개할 필요가 없다"는 식으로 설교를 하였고 "이미 죽은 사람을 위해서도 면죄부를 살 수 있으며 이때도 고해성사나 회개의 필요가 없이 오직 돈만을 가지고 오면 연옥의 영혼이 구제 받을 수 있다"고 주장하였다. 이리하여 종교개혁 직전의 당시에 면죄부가 엄청난 숫자로 팔렸으며 이는 당시의 교인들의 신앙심과 미신적인 요소에 대해 측정을 가능하게 하는 지표가 되었다.
이같은 불의를 보다 못한 마르틴 루터는 이에 항의하며 95개 논조를 비덴베르크 대학 성당의 문에 내걸고 마침내 종교개혁의 불꽃을 피어 올렸다.

## 내용
95개조 반박문의 원제목은 “면죄부(免罪符)의 능력과 효용성에 관한토론”이다.
95개의 명제는 내용상 일반적으로 8개의 부분으로 나뉘는데 다음과 같다.
- 1)속죄에 대한 규정(1 - 4조)
- 2)교황의 사죄권의 한계(5 - 7조)
- 3)교회법이 부과한 속죄에 대해 언급하면서 연옥 영혼에 대한 구원문제를 취급(8 - 29조)
- 4)면죄와 참회 그리고 사죄문제(30 - 40조)
- 5)면죄부의 구입과 면죄시행의 남용(41 - 52조)
- 6)면죄설교와 복음설교의 가치비교, 교리의 보화, 면죄부 판매 설교의 과장등(53 -80조)
- 7)면죄부 남용에 따른 평신도의 산발적 질문과 면죄시행에대한 공박(81 - 91조)
- 8)루터의 십자가 신학에 입각한 그리스도교인의 진정한 생활 언급(92 - 95조).

## 루터의 주장 요약
95개조의 내용을 요약하면 아래와 같다.
- 1. 회개의 삶을 강조하고 고해성사 즉 사제들에 의해 집행되는 고백과 속죄는 불필요하다.
- 2. 면죄부는 죄책감을 결코 제거할 수 없다. 교황자신이라도 그와 같은 일을 할 수 없다. 하나님이 그 일은 자신의 수중에 보전하셨다.
- 3. 면죄는 죄에 대한 처벌을 교황이 사면 할 수 없다. 그 사면권은 역시 하나님에게만 있다.
- 4. 면죄부는 연옥에 있는 영혼에게 아무런 효력도 없다. 교회가 부과한 처벌은 오로지 산 자에게만 적용되며 사망이 그러한 처벌을

취소시킨다. 연옥에 있는 영혼에게 교황이 할 수 있는 일은 오로지 기도에 의할 뿐이지 자신의 관할권이나 열쇠의 권한에 의해서 자신의 힘을 미칠 수 있는 것은 아니다.
- 5. 참으로 회개하는 신자라면 면죄부와는 상관없이 하나님으로부터 이미 용서를 받은 것이며 면죄부는 필요치 않다. 그리스도께서 이러한 참된 회개를 요구하신다.
- 6. 사람을 낚는 그물인 공로의 보화는 불필요하며 오직 그리스도의 공로로 구원을 받는다. 십자가를 외치고 하늘나라를 들어가기 위해서는 많은 고난을 받아야 한다.

## 같이 보기
- 마르틴 루터
- 마르틴 루터의 신학
- 종교 개혁
- 종교개혁 기념일
- 라이프치히 논쟁
- 면죄부
- 연옥
- 종교 개혁가
- 종교 개혁가들의 신학

## 참고 문헌
- Brecht, Martin (1985) [1981]. 《Sein Weg zur Reformation 1483–1521》 [Martin Luther: His Road to Reformation 1483–1521] (독일어). Translated by James L. Schaff. Minneapolis, MN: Fortress. ISBN 978-0-8006-2813-0 – Questia 경유. (구독 필요).
- Cummings, Brian (2002). 《The Literary Culture of the Reformation: Grammar and Grace》. Oxford: Oxford University Press. doi:10.1093/acprof:oso/9780198187356.001.0001 – Oxford Scholarship Online 경유. (구독 필요).
- Dixon, C. Scott (2002). 《The Reformation in Germany》. Malden, Massachusetts: Blackwell.
- Hendrix, Scott H. (2015). 《Martin Luther: Visionary Reformer》. New Haven, CT: Yale University Press. ISBN 978-0-300-16669-9.
- Hequet, Suzanne (2015). 〈The Proceedings at Augsburg, 1518〉.   Wengert, Timothy J. 《The Annotated Luther, Volume 1: The Roots of Reform》. Minneapolis, MN: Fortress. 121–166쪽. ISBN 978-1-4514-6535-8 – Project MUSE 경유. (구독 필요).
- Junghans, Helmar (2003). 〈Luther's Wittenberg〉.   McKim, Donald K. 《Cambridge Companion to Martin Luther》. Cambridge: Cambridge University Press. 20–36쪽. 2017년 9월 2일에 원본 문서에서 보존된 문서. 2017년 9월 8일에 확인함 – Questia 경유. (구독 필요).
- Leppin, Volker; Wengert, Timothy J. (2015). “Sources for and against the Posting of the Ninety-Five Theses” (PDF). 《Lutheran Quarterly》 29: 373–398. 2016년 3월 26일에 원본 문서 (PDF)에서 보존된 문서. 2017년 9월 8일에 확인함.
- Lohse, Bernhard (1999) [1995]. 《Luthers Theologie in ihrer historischen Entwicklung und in ihrem systematischen Zusammenhang》 [Martin Luther's Theology: Its Historical and Systematic Development. Contributors] (독일어). Translated by Roy A. Harrisville. Minneapolis, MN: Fortress. ISBN 978-0-8006-3091-1 – Questia 경유. (구독 필요).
- Lohse, Bernhard (1986) [1980]. 《Martin Luther—Eine Einfubrung in sein Leben und sein Werk》 [Martin Luther: An Introduction to His Life and Work] (독일어). Translated by Robert C. Schultz. Minneapolis, MN: Fortress. ISBN 978-0-8006-0764-7 – Questia 경유. (구독 필요).
- Marius, Richard (1999). 《Martin Luther: The Christian Between God and Death》. Cambridge, MA: Belknap. ISBN 978-0-674-55090-2.
- McGrath, Alister E. (2011). 《Luther's Theology of the Cross: Martin Luther's Theological Breakthrough》. Malden, MA: Wiley-Blackwell  – Questia 경유. (구독 필요).
- Noll, Mark A. (2015). 《In the Beginning Was the Word: The Bible in American Public Life, 1492–1783》. New York: Oxford University Press. doi:10.1093/acprof:oso/9780190263980.001.0001. ISBN 978-0-19-026398-0 – Oxford Scholarship Online 경유. (구독 필요).
- Oberman, Heiko A. (2006) [1982]. 《Luther: Mensch zwischen Gott und Teufel》 [Luther: Man Between God and the Devil] (독일어). Translated by Eileen Walliser-Schwarzbart. New Haven, CT: Yale University Press. ISBN 978-0-300-10313-7.
- Pettegree, Andres (2015). 《Brand Luther》. New York: Penguin. ISBN 978-1-59420-496-8.
- Stephenson, Barry (2010). 《Performing the Reformation: Religious Festivals in Contemporary Wittenberg》. New York: Oxford University Press. doi:10.1093/acprof:oso/9780199732753.001.0001 – Oxford Scholarship Online 경유. (구독 필요).
- Waibel, Paul R. (2005). 《Martin Luther: A Brief Introduction to His Life and Works》. Wheeling, IL: Harlan Davidson. ISBN 978-0-88295-231-4 – Questia 경유. (구독 필요).
- Wengert, Timothy J. (2015a). 《Martin Luther's Ninety-Five Theses: With Introduction, Commentary, and Study Guide》. Minneapolis, MN: Fortress  – Project MUSE 경유. (구독 필요).
- Wengert, Timothy J. (2015b). 〈[The 95 Theses or] Disputation for Clarifying the Power of Indulgences, 1517〉.   Wengert, Timothy J. 《The Annotated Luther, Volume 1: The Roots of Reform》. Minneapolis, MN: Fortress. 13–46쪽. ISBN 978-1-4514-6535-8 – Project MUSE 경유. (구독 필요).
- Wicks, Jared (1967). “Martin Luther's Treatise on Indulgences” (PDF). 《Theological Studies》 28 (3): 481–518. 2021년 7월 9일에 원본 문서 (PDF)에서 보존된 문서. 2017년 9월 8일에 확인함.